# Flaming mały
Flaming mały, czerwonak mały (Phoeniconaias minor) – gatunek ptaka brodzącego z rodziny flamingów (Phoenicopteridae); jedyny przedstawiciel rodzaju Phoeniconaias. Występuje plamowo w Afryce Subsaharyjskiej i Azji Południowej. Bliski zagrożenia wyginięciem.

## Systematyka
Gatunek ten po raz pierwszy zgodnie z zasadami nazewnictwa binominalnego opisał w 1798 roku Étienne Geoffroy Saint-Hilaire w „Bulletin des sciences”. Autor nadał gatunkowi nazwę Phoenicopterus minor. Nie wskazał miejsca typowego; później przyjęto, że był to Senegal. Obecnie gatunek umieszczany jest w monotypowym rodzaju Phoeniconaias; niektórzy autorzy sugerują przeniesienie go do rodzaju Phoenicoparrus. Nie wyróżnia się podgatunków.

## Morfologia

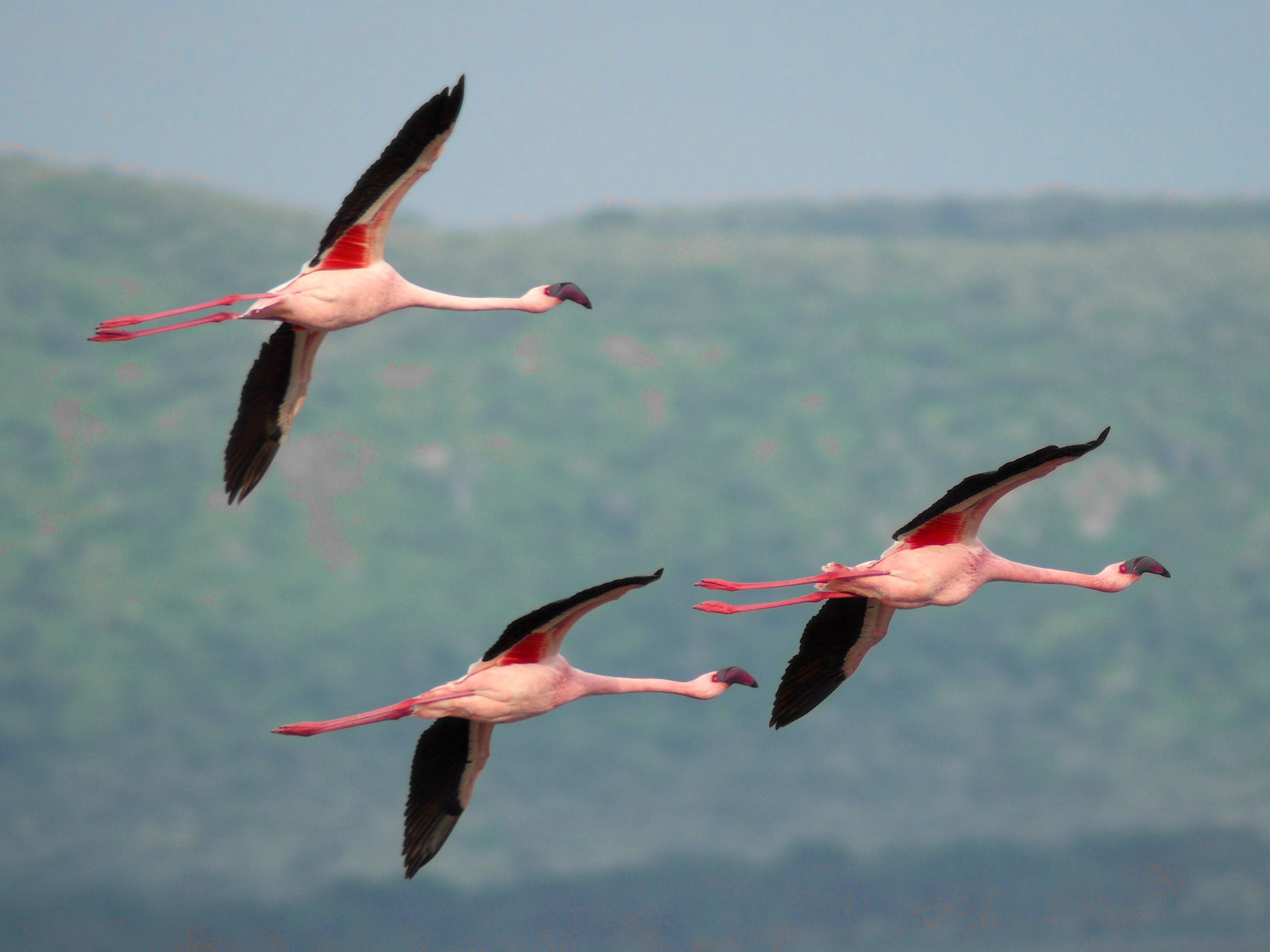
Flamingi małe w locie

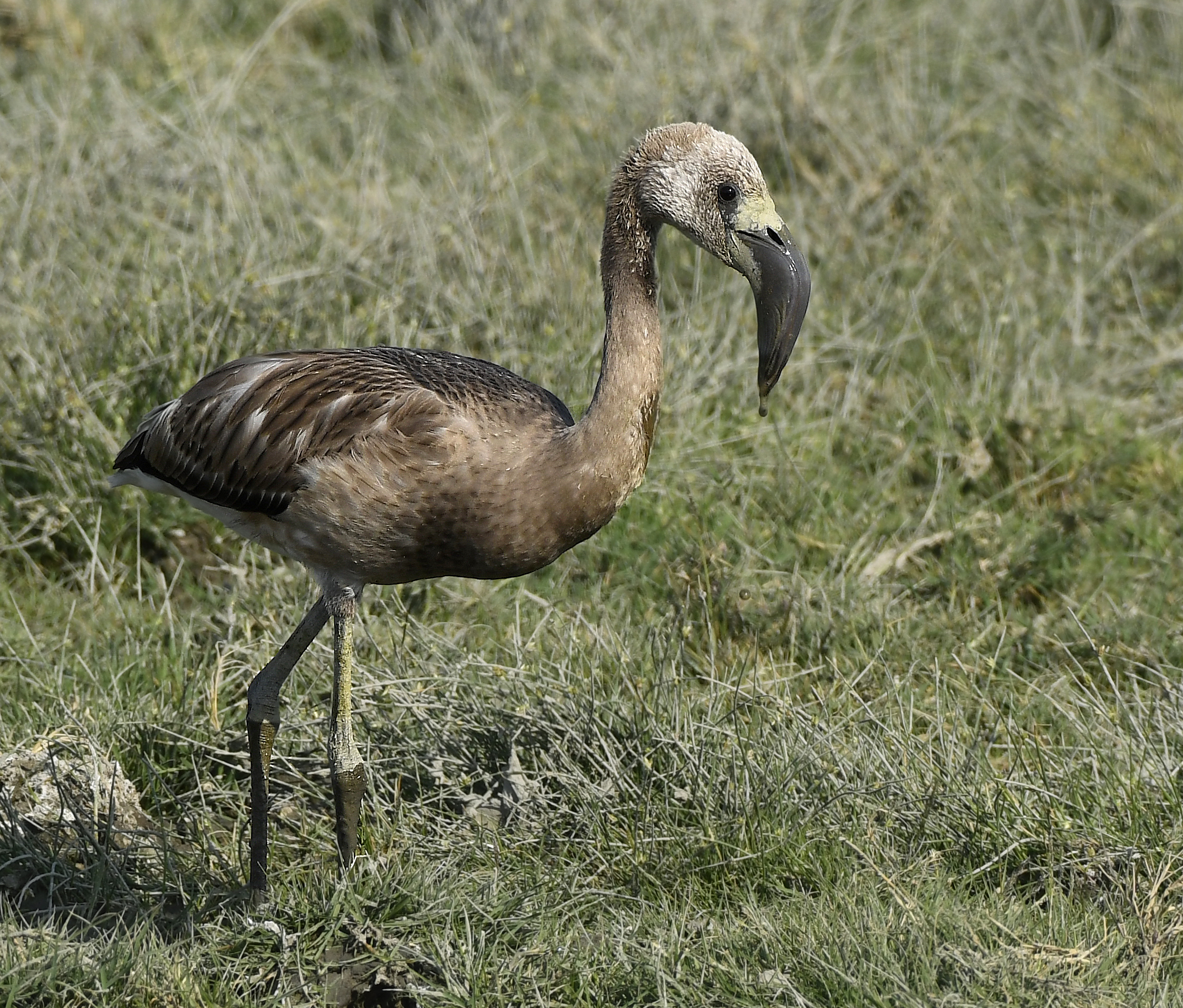
Osobnik młodociany

Długość ciała wynosi 80–90 cm, rozpiętość skrzydeł 95–100 cm, zaś masa ciała 1,5–2 kg. Dziób ciemnoróżowy, na końcu czarny. Upierzenie niemal białe, pokrywy skrzydłowe różowawe, lotki czarne. Nogi ciemnoróżowe.

## Zasięg występowania
Występuje plamowo na terenach Afryki Wschodniej, Zachodniej (wybrzeża Mauretanii i Senegalu) i Południowej (Namibia, Botswana i RPA), oraz w północno-zachodnich Indiach i przylegającym obszarze w południowo-wschodnim Pakistanie; poza sezonem lęgowym także m.in. na Madagaskarze czy w Jemenie. Największa populacja lęgowa znajduje się na terenie Wielkich Rowów Afrykańskich we wschodniej Afryce, a zwłaszcza na terenie jeziora Natron w Tanzanii. Jest to ptak wędrowny lub częściowo wędrowny.

## Ekologia i zachowanie
Habitat
Jeziora słone i alkaliczne, zazwyczaj z namuliskami, przybrzeżne laguny.
Pożywienie
Żeruje na glonach, które filtruje z powierzchni wody. Żeruje także w nocy, kiedy z powodu braku wiatru tafla wody jest stabilna i tworzy lepsze warunki do poboru pokarmu. Dziennie zjada około 60 g glonów.
Lęgi

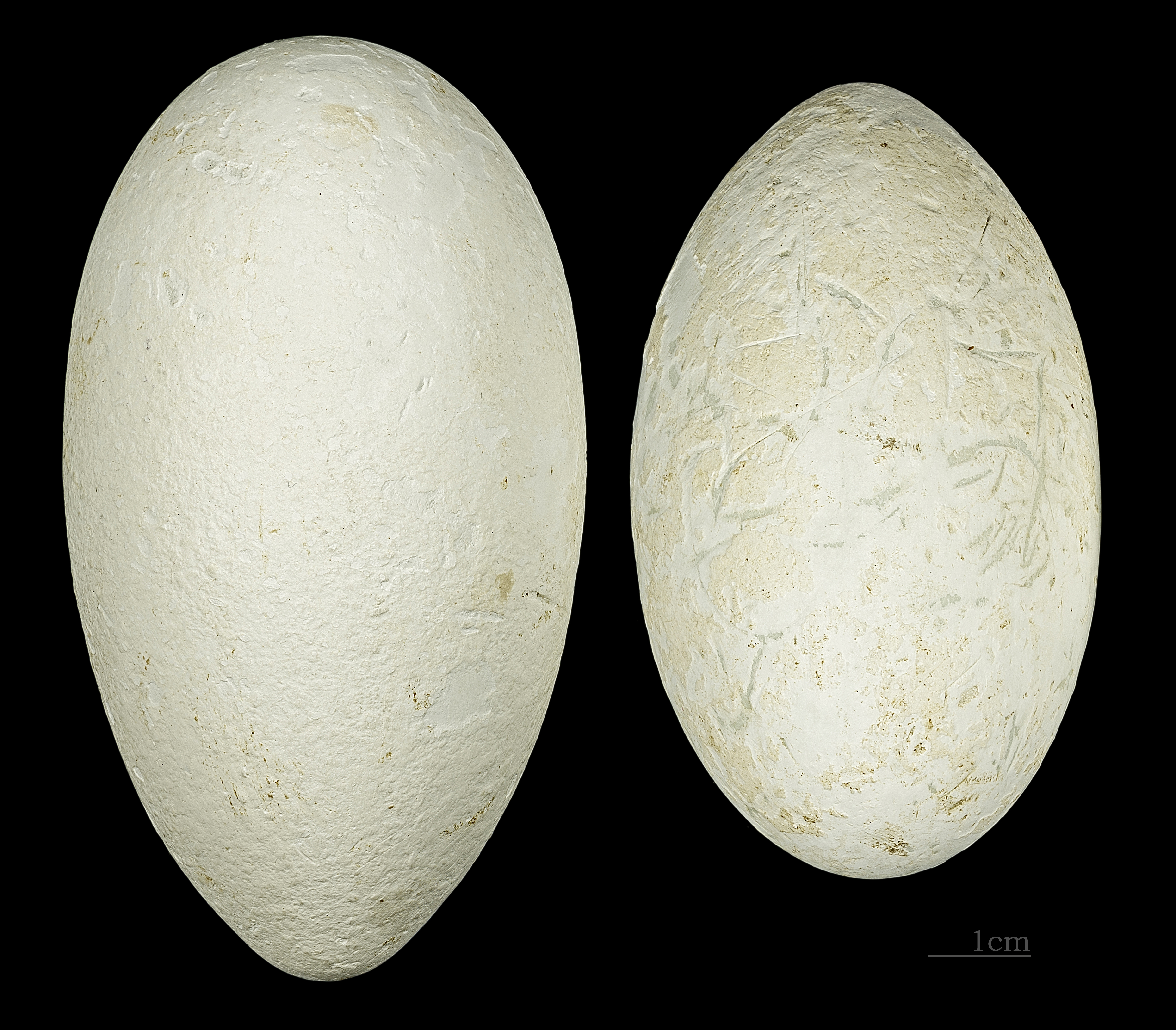
Jaja z kolekcji muzealnej

Tworzy olbrzymie kolonie lęgowe liczące wiele tysięcy par, często razem z flamingiem różowym (Phoenicopterus roseus).
Poniższe dane pochodzą z niewoli. W zniesieniu jedno jajo o masie około 106 g i wymiarach ok. 86×66 mm. Wysiadują oba ptaki z pary. U obserwowanych ptaków zaobserwowano homoseksualne zachowania u obu płci, w tym próby kopulacji.

## Status
Międzynarodowa Unia Ochrony Przyrody (IUCN) uznaje flaminga małego za gatunek bliski zagrożenia (NT – Near Threatened). Trend liczebności populacji uznaje się za spadkowy; w 1997 roku szacowano ją na 2,22–3,24 miliona osobników.